# Église protestante de Brême
L’Église protestante de Brême (en allemand : Bremische Evangelische Kirche) est un établissement public du culte allemand et la plus importante dénomination protestante du land allemand de Brême. Le siège de l’Église est situé à Brême. Il s’agit d’une Église unie, réunissant en son sein des communautés de tradition luthériennes et réformées. Son président est Brigitte Boehme.
La présidence laïque est une spécialité brêmoise entre les églises protestantes d’Allemagne. Toutes les paroisses sont égales, aussi la paroisse de la cathédrale de Brême. Elles sont très autonomes, et il y a une large gamme entre paroisses libérales et paroisses orthodoxes (au sens figuré). Chaque fidèle peut être un membre d’une paroisse de son choix, sans dépendance de la localisation de son domicile.
L’Église est membre de l’Église protestante en Allemagne (EKD) et de l’Alliance réformée allemande. En décembre 2019, l’Église comptait approximativement 181 000 membres répartis en 51 paroisses. Son lieu plus connu de culte est la cathédrale de Brême. L’ordination des femmes comme la bénédiction des unions homosexuelles y est permise.
Le protestantisme est apparu à Brême le 9 novembre 1522, date de la première prière protestante dans une église de la ville, et la ville est restée protestante jusqu’à ce jour.

## Territoire canonique
Le land de Brême est constitué des villes de Brême et de Bremerhaven mais le territoire de l’Église protestante de Brême correspond globalement à la ville de Brême, Seule la principale église protestante de Bremerhaven, la Bürgermeister-Smidt-Gedächtniskirche, paroisse protestante unie, appartient à l’Église de Brême, les autres paroisses de la ville étant luthériennes et faisant partie de l’Église protestante luthérienne de Hanovre. Le territoire couvert par ces paroisses faisait en effet partie de l’ancienne province d’Hanovre jusqu’en 1939.